# Cloaca Massima
La Cloaca Massima dell'antica Roma è una delle più antiche condotte fognarie. Il nome, Cloaca Maxima in latino, significa letteralmente "la fogna più grande".
Fu costruita alla fine del VI secolo a.C. al tempo degli ultimi re di Roma; in particolare il re che ne ufficializzò la costruzione fu Tarquinio Prisco. La Cloaca Massima usufruiva dell'esperienza sviluppata dall'ingegneria etrusca, con l'utilizzo dell'arco a volta che la rendeva più stabile e duratura nel tempo. Fu una delle prime grandi opere di urbanizzazione. Aveva origine nella Suburra e, attraverso l'Argileto, il Foro, il Velabro, il Foro Boario, si scaricava nel Tevere nei pressi di Ponte Emilio.
È la più antica fogna ancora pienamente funzionante al mondo, essendo in funzione da oltre 2600 anni.

## Le notizie delle fonti

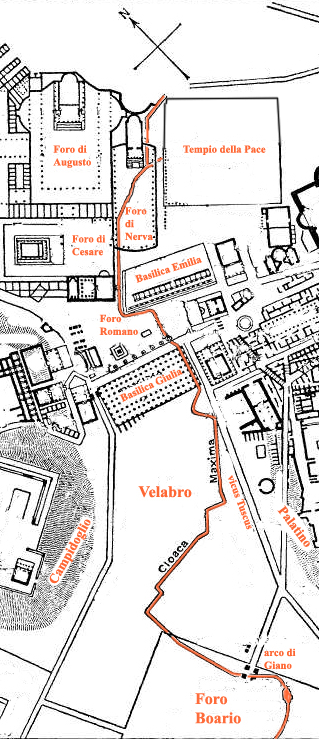
Percorso.

Sebbene Tito Livio la descrivesse come scavata nel sottosuolo della città, scrivendo tuttavia molto tempo dopo la sua costruzione, dalle notizie di altre fonti antiche e dal percorso seguito si ritiene che in origine si trattasse per lo più di un canale a cielo aperto, che raccoglieva le acque dei corsi d'acqua naturali che scendevano dalle colline, drenando la pianura del Foro Romano e il Velabro, allora acquitrinosi, per riversarle poi nel fiume Tevere. Questo canale, comunque scavato al di sotto del livello del suolo, sarebbe stato progressivamente coperto per le esigenze di spazio del centro cittadino.
La Cloaca Massima fu accuratamente mantenuta in buono stato per tutta l'età imperiale. Si ha ad esempio notizia di un'ispezione e di lavori di drenaggio e spurgo ad opera di Agrippa nel 33 a.C. Le indagini archeologiche rivelano tracce di interventi di epoche diverse, con diversi materiali e tecniche costruttive. Si hanno notizie certe del suo funzionamento anche molto tempo dopo la data tradizionale della caduta dell'Impero romano nel V secolo d.C.
Il condotto era sotto la protezione della dea Cloacina: a "Venere Cloacina" era dedicato un piccolo sacello circolare, sorto nel punto in cui il condotto entrava nel Foro Romano, davanti alla Basilica Emilia. I racconti degli storici riportano casi in cui i corpi di alcuni personaggi furono gettati nelle fogne invece di ricevere adeguata sepoltura: fu questo il caso dell'imperatore Eliogabalo e di San Sebastiano (quest'ultima scena è il soggetto di una celebre opera del pittore Ludovico Carracci).

## I resti

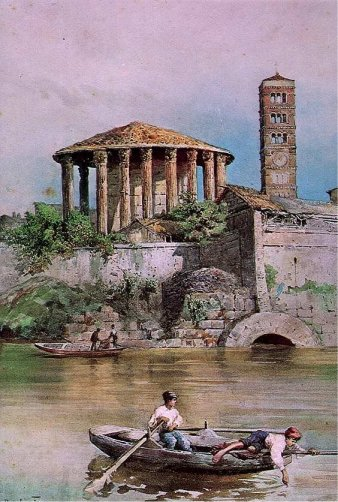
La Cloaca Massima in un acquarello di Ettore Roesler Franz, 1880 circa.

La parte attualmente percorribile inizia appena fuori dal Foro di Nerva, presso la Tor de' Conti (attuale via Cavour): in questo tratto, reso agibile nel 1889, il condotto ha un'altezza di circa 3 metri (10 piedi romani), con il pavimento a circa 12 metri sotto il livello stradale moderno (ossia circa 6 metri sotto il livello antico). Un primo tratto in tufo rosso dell'Aniene è forse databile all'età augustea, mentre la sezione al di sotto del Foro di Nerva ha pareti in cementizio e volta in blocchi di peperino, il cui estradosso è in parte ancora visibile nell'area archeologica; in questo tratto esistono anche tracce di impermeabilizzazione in signino.
La parte successiva che traversa diagonalmente il Foro di Nerva, non più accessibile, fu indagata negli anni 1927-1928 ed è probabilmente contemporanea alla costruzione del complesso monumentale. Resta visibile il tratto sotto la Basilica Emilia, in travertino e tufo dell'Aniene, probabilmente contemporanea alla costruzione della basilica stessa (tra il 55 e il 34 a.C.), che fu restaurata nel 1911 da Giacomo Boni.
Sotto il Foro Romano, il condotto procede in due gallerie parallele, per sopperire alla minore altezza. Questo tratto, sgomberato nel 1871, è costruito in opera incerta e in opera reticolata ed è databile alla tarda età repubblicana; sono tuttavia presenti anche resti più antichi, in cappellaccio, con tracce di falsa volta di copertura, che potrebbero risalire alla costruzione originaria. Il settore sotto la Basilica Giulia, contemporaneo alla costruzione di questo edificio, ha una volta in tufo dell'Aniene; restano anche parti più antiche in tufo di Grotta Oscura, riferibili probabilmente alla costruzione della precedente Basilica Sempronia (169 a.C.).
Il percorso prosegue lungo il Vicus Tuscus attraversando il Velabro: in questo tratto un condotto in cementizio del I secolo d.C. sostituisce con una modifica del percorso quello più antico, sbarrato, coperto con lastre di cappellaccio disposte a cappuccina, risalente al IV secolo a.C. Oltre questo tratto l'accesso è difficoltoso e il condotto è scarsamente esplorato. Un altro settore accessibile si trova nell'antico Foro Boario, in corrispondenza del cosiddetto Arco di Giano quadrifronte. In questo punto le acque che tuttora percorrono l'antico condotto vengono deviate in un collettore moderno e il resto del percorso è del tutto ostruito e inaccessibile.
È tuttora visibile, presso i resti del Ponte Rotto, vicino al Ponte Palatino, l'antico sbocco della Cloaca Massima, costituita da un arco a triplice ghiera di conci in pietra gabina.
La Cloaca Massima aveva numerose ramificazioni: davanti alla Basilica Emilia nel Foro Romano vi si immette il condotto che percorreva la Via Sacra proveniente dall'Arco di Tito e alle spalle della Basilica Giulia vi sboccano le fognature delle costruzioni domizianee sulle pendici del Palatino, costruite in laterizio (mattoni) e con copertura a cappuccina.